# منتخب ماتابيليلاند لكرة القدم
متتخب ماتابيليلاند لكرة القدم هو منتخب كرة قدم يمثل ماتابيليلاند، الجزء الغربي من زيمبابوي. لا ينتمي المنتخب للفيفا أو الكاف، لذلك لا يحق له المشاركة في كأس العالم لكرة القدم أو كأس الأمم الأفريقية لكرة القدم. ينتمي المنتخب لاتحاد الجمعيات المستقلة لكرة القدم (كونيفا).